# Stipa lagascae
Stipa lagascae es una especie de la familia de las poáceas.

## Descripción
El escobetón (Stipa lagascae) es una gramínea que alcanza un tamaño de 0,6 metros de altura con hojas simples y dispuestas una frente a otra y lineales con bordes enteros. Las flores están dispuestas en panículas. Los frutos son cariópsides.

## Distribución
Stipa lagascae es nativa del suroeste de Europa, Norte de África y Asia occidental.

## Taxonomía
Stipa lagascae fue descrita por Roem. & Schult. y publicado en Systema Vegetabilium 2: 333. 1817.
Citología
Número de cromosomas de Stipa lagascae (Fam. Gramineae) y táxones infraespecíficos: n=22
Etimología
Stipa: nombre genérico que deriva del griego stupe (estopa, estopa) o stuppeion (fibra), aludiendo a las aristas plumosas de las especies euroasiáticas, o (más probablemente) a la fibra obtenida de pastos de esparto.
lagascae; epíteto otorgado en honor del botánico Mariano Lagasca.
Sinonimia
- Stipa bufensis F.M.Vazquez, H.Scholz & Sonnentag
- Stipa cazorlensis (F.M.Vázquez & Devesa) F.M.Vazquez, H.Scholz & Sonnentag
- Stipa clausa Trab.
- Stipa clausa subsp. cazorlensis F.M.Vazquez & Devesa
- Stipa clausa subsp. matritensis (F.M.Vázquez & Devesa) Rivas Mart.
- Stipa clausa var. matritensis F.M.Vazquez & Devesa
- Stipa filabrensis H.Scholz, Sonnentag & F.M.Vázquez
- Stipa gigantea Lag.
- Stipa gussonei Moraldo
- Stipa juncea var. lagascae (Roem. & Schult.) Mutel
- Stipa letourneuxii Trab.
- Stipa longipes Trab. ex Maire
- Stipa maroccana H.Scholz
- Stipa pubescens Lag.
- Stipa sibthorpii Boiss. & Reut.[4]

## Nombre común
- Castellano:  banderillas, escobetón, espadaña de cerro, lastoncillo, pelillo, triguerillas.[5]